# Demetrius I van Georgië
Demetrius I (Georgisch: დემეტრე I) (ca.1093-1156) uit het huis Bagrationi was koning van Georgië van 1125 tot 1156. Hij stond ook bekend als dichter.

## Leven en regeerperiode
Demetrius is zoon van koning David IV de Bouwer en Roesoedan van Armenië. Hij volgde zijn vader in 1125 op na diens dood. Demetrius was als bevelhebber aanwezig bij zijn vaders veldslagen in Didgori en Sjirvan.
In 1154 werd hij door zijn oudste zoon David V gedwongen om troonsafstand te nemen en monnik te worden. David stierf zes maanden later en Demetrius werd weer koning.
In 1156 stierf hij en werd hij opgevolgd door zijn jongste zoon George III. Hoewel Demetrius niet zo succesvol was als zijn vader bleef Georgië toch een sterk koninkrijk met een goed georganiseerd leger en politiek systeem.
Demetrius werd heilig verklaard door de Oosters-orthodoxe kerken en zijn feestdag is op 23 mei.
De tekst van de hymne Shen Khar Venakhi wordt aan Demetrius toegeschreven.

## Huwelijk en kinderen
De naam van de vrouw van Demetrius is onbekend, maar zij hadden aantal kinderen.
- David V
- Roesoedan
- George III